# جان بورگی
جان بورگی (به انگلیسی: John Burgee) متولد ۱۹۳۳، معمار قرن بیستم آمریکا است.
او تحصیلکردهٔ دانشگاه نوتردام بوده و از صاحبنامان معماری پس‌مدرنیستی است.
از نمونه آثار او می‌توان بوستان آبی فورت وورث و نیز مرکز بانک آو آمریکا (کارهای مشترک با فیلیپ جانسون) نام برد.